# Motorfahrzeugfabrik Ch. Linser

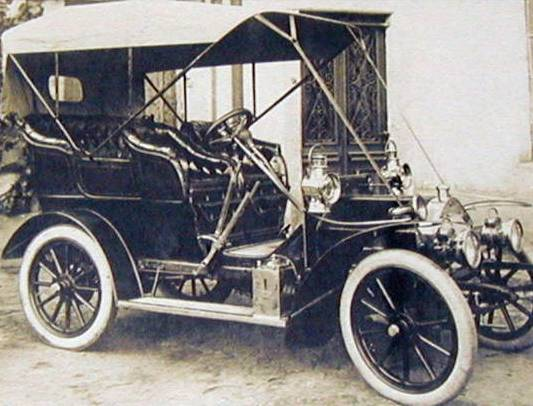
Linser von 1906

Die Motorfahrzeugfabrik Ch. Linser war ein Hersteller von Fahrzeugen und Fahrzeugzubehör aus Österreich-Ungarn, später Tschechoslowakei.

## Unternehmensgeschichte
Christian Linser gründete 1858 oder 1895 eine Metallwarenfabrik in Reichenberg. Etwa 1900 begann die Produktion von Fahrrädern und 1902 die Produktion von Motorrädern, die zunächst den Markennamen Zeus trugen. 1906 kamen Automobile dazu. Gleichzeitig wurde der Markenname Linser für alle Kraftfahrzeuge eingeführt. 1908 endete die Automobilproduktion, 1910 oder 1912 die Motorradproduktion und 1912 die Fahrradproduktion. Zwischen 1908 und 1913 entstanden noch Teile für die Reichenberger Automobil Fabrik und Laurin & Klement. 1913 übernahm Laurin & Klement das Unternehmen. Eine andere Quelle gibt an, dass das Unternehmen bis 1934 existierte, und dann nach dem wirtschaftlichen Zusammenbruch von der Firma Winter & Co. übernommen wurde. Die Firma Appelt übernahm die Gießerei.

## Automobile
Im März 1906 wurde das erste Automobil auf der 6. Internationalen Automobilausstellung in Wien präsentiert. Für den Antrieb sorgte ein wassergekühlter Vierzylinder-Viertaktmotor mit 1640 cm³ Hubraum und 12 PS Leistung. Die Motorleistung des vorne im Fahrzeug montierten Motors wurde wahlweise über Ketten oder Kardanantrieb an die Hinterachse übertragen. Das Getriebe verfügte über drei Gänge und einen Rückwärtsgang. Die meisten Fahrzeuge waren offene Zwei-, Drei- und Viersitzer, doch gab es auch einige geschlossene Karosserien.